# 읍면의회 (대한민국)
읍면의회(邑面議會)는 1952년 4월 25일 지방 자치가 실시되면서 각 읍, 면별로 의원을 선출하는 것이었다. 선거는 직선제였고 만 25세 이상 피선거권이 있었으며, 임기는 4년이었으나, 5.16 군사 정변으로 1960년 5월 20일 사라졌다.
1948년 대한민국 정부 수립 이후 지방자치제도 시행을 추진하였으며 국회의 논의 끝에 시행을 결정, 1948년 8월 15일에 대한민국 헌법 제32호로 지방자치법이 제정, 승인되었다. 부칙 제1조에 의하여 1948년 8월 15일부로 시행령이 떨어졌지만 예산 부족, 선거 제도 이해 부족, 6.25 전쟁의 혼란으로 바로 시행되지 못하였다. 1952년에 지방의회 선거가 추진되고, 그해 4월 25일 각 읍, 면별로 읍의원, 면의원을 선출하여 읍의회, 면의회를 구성했다. 후보자들은 당적 소속으로 출마하였다.
1956년의 2대 읍의회, 면의회 선거, 1960년의 3대 읍의회, 면의회 의원 선거가 시행되었으나 1961년 5월 16일 5.16 군사 정변으로 기능이 중지, 1960년 5월 20일부로 사라졌다. 시도의회 등 광역의회, 시군의회 등 기초의회는 1991년 부활되었으나 읍면의회는 부활되지 않았다.

## 같이 보기
- 대한민국의 기초의회
- 기초 의회
- 의회
- 부군면협의회